# Închidere (matematică)
O mulțime este închisă în raport cu o operație dacă executarea acelei operații asupra membrilor mulțimii produce întotdeauna un membru al acelei mulțimi. De exemplu, mulțimea numerelor întregi pozitive este închisă în raport cu adunarea, dar nu și cu scăderea: {\displaystyle 1-2} nu este un întreg pozitiv, chiar dacă atât 1 cât și 2 sunt numere întregi pozitive. Un alt exemplu este mulțimea care conține numai zero, care este închisă în raport cu adunarea, scăderea și înmulțirea (deoarece {\displaystyle 0+0=0}, {\displaystyle 0-0=0} și {\displaystyle 0\times 0=0}. 
În mod similar, se spune că o mulțime este închisă în raport cu o colecție de operații dacă este închisă în raport cu fiecare dintre operații individual.

## Proprietăți de bază
O mulțime care este închisă în raport cu o operație sau cu o colecție de operații se spune că satisface o proprietate de închidere. Adesea, proprietatea de închidere este introdusă ca o axiomă, care este numită atunci axioma de închidere. Definițiile moderne de teoria mulțimilor definesc de obicei operațiile ca aplicații între mulțimi, astfel încât adăugarea închiderii la o structură ca axiomă este superfluă; totuși, în practică operațiile sunt adesea definite inițial pe o supramulțime a mulțimii în cauză și este necesară o demonstrație a închiderii pentru a stabili că operația aplicată perechilor din acea mulțime produce numai membri ai acelei mulțimi. De exemplu, mulțimea numerelor întregi este închisă în raport cu adunarea, dar mulțimea numerelor întregi impare nu este. 
Când o mulțime S nu este închisă în raport cu anumite operații, se poate găsi de obicei că cea mai mică mulțime care conține S și care este închisă. Cea mai mică mulțime care este închisă în raport cu operația se numește închiderea lui S (în raport cu acea operație). De exemplu, închiderea in raport cu scăderea a mulțimii numerelor naturale, privită ca o submulțime a numerelor reale, este mulțimea numerelor întregi. Un exemplu important este închiderea topologică⁠(d). Noțiunea de închidere este generalizată de conexiunea Galois⁠(d), și mai departe de monade⁠(d). 
Mulțimea S trebuie să fie o submulțime a unei mulțimi închise pentru ca operatorul de închidere să fie definit. În exemplul precedent, este important ca mulțimea numerelor reale să fie închisă în raport cu scăderea; în numerelor naturale, scăderea nu este întotdeauna definită. 
A nu se confunda cele două utilizări ale cuvântului „închidere”. Prima utilizare se referă la proprietatea de a fi închisă, iar ultima se referă la cea mai mică mulțime închisă care o conține pe una care nu este închisă. Pe scurt, închiderea unei mulțimi satisface proprietatea de închidere.

## Mulțimi închise
O mulțime este închisă în raport cu o operație dacă operația returnează un membru al mulțimii atunci când este evaluată pe membri ai mulțimii. Uneori, cerința ca operația să fie evaluată într-o mulțime este specificată explicit, caz în care este cunoscută ca axioma închiderii. De exemplu, se poate defini un grup ca o mulțime împreună cu un operator binare de produs care să respecte mai multe axiome, între care una care impune ca produsul oricăror două elemente din grup să fie tot un element din grup. Totuși, definiția modernă a operației face ca această axiomă să fie superfluă; o operație n-ară pe S este doar o submulțime a lui Sn+1. Prin definiția sa, un operator pe o mulțime nu poate avea valori în afara mulțimii. 
Totuși, proprietatea de închidere a unui operator pe o mulțime încă mai are utilitate. Închiderea pe o mulțime nu implică neapărat închiderea pe toate submulțimile. Astfel, un subgrup al unui grup este o submulțime pe care produsul binar și operația unară de inversiune satisfac axioma închiderii. 
O operație diferită este aceea de a găsi punctele limită ale unei submulțimi a unui spațiu topologic (dacă spațiul este prim-numărabil⁠(d), atunci este suficient să se facă restrângerea la limitelor șirurilor, dar în general trebuie să se ia în considerare cel puțin limitele rețelelor⁠(d)). O mulțime închisă în raport cu această operație este denumită de obicei doar mulțime închisă în contextul topologiei. Fără altă calificare, expresia înseamnă de obicei închisă în acest sens. Intervalele închise cum ar fi [1,2] = {x: 1 ≤ x ≤ 2} sunt închise în acest sens. 
O mulțime parțial ordonată este închisă inferior (și, de asemenea, numită segment inițial⁠(d)) dacă pentru orice element al mulțimii, toate elementele mai mici decât el sunt incluse în mulțime; acest lucru se aplică de exemplu pentru intervalele reale (−∞, p) și (−∞, p], și pentru un număr ordinal p reprezentat ca intervalul [0, p); orice mulțime de numere ordinale închisă inferior este în sine un număr ordinal. Similar, se definesc mulțimile închise superior.

## Exemple
- În topologie și ramurile conexe, operația relevantă este limita de șir. Închiderea topologică⁠(d) a unei mulțimi este operatorul de închidere corespunzător. Axiomele de închidere Kuratowski⁠(d) caracterizează acest operator.
- În algebra liniară, sistemul generator⁠(d) al unei mulțimi X de vectori este închiderea acelei mulțimi; este cea mai mică submulțime a spațiului vectorial care include X și este închisă în raport cu combinația liniară⁠(d). Această submulțime este un subspațiu⁠(d).
- În teoria matroizilor⁠(d), închiderea lui X este cea mai mare supermulțime a lui X care are același rang cu X.
- În teoria mulțimilor, închiderea tranzitivă⁠(d) a unei mulțimi.
- În teoria mulțimilor, închiderea tranzitivă⁠(d) a unei relații binare.
- În algebră, închiderea algebrică a unui corp.
- În algebra comutativă, operațiile de închidere pentru ideale, ca închiderea întreagă⁠(d) și închiderea strânsă⁠(d).
- În geometrie, convex hullul unei mulțimi S de puncte este cea mai mică mulțime convexă⁠(d) căreia S este o submulțime.
- În limbajele formale, închiderea Kleene a unui limbaj poate fi descrisă ca mulțimea șirurilor care pot fi formate prin concatenarea a două sau mai multe șiruri din acel limbaj.
- În teoria grupurilor, închiderea conjugată⁠(d) sau închiderea normală a unei mulțimi de elemente din grup este cel mai mic subgrup normal care conține mulțimea.
- În analiza matematică și în teoria probabilităților, închiderea unei colecții de submulțimi ale lui X în raport cu un număr numărabil de operații pe mulțimi⁠(d) se numește σ-algebra generată de colecție.

## Operatorul de închidere
Dată fiind o operație pe o mulțime X, se poate defini închiderea C(S) a unei submulțimi S a lui X ca fiind cea mai mică submulțime închisă în raport cu acea operație care o are pe S ca submulțime, dacă există astfel de submulțimi. În consecință, C(S) este intersecția tuturor mulțimilor închise care conțin S. De exemplu, închiderea unei submulțimi a unui grup este subgrupul generat⁠(d) de acea mulțime. 
Închiderea mulțimilor în raport cu o anumită operație definește un operator de închidere pe submulțimile lui X. Mulțimile închise pot fi determinate din operatorul de închidere; o mulțime este închisă dacă este egală cu propria închidere. Proprietățile structurale tipice ale tuturor operațiilor de închidere sunt:
- Închiderea este crescătoare sau extinsă: închiderea unui obiect conține obiectul.
- Închiderea este idempotentă⁠(d): închiderea închiderii este egală cu închiderea.
- Închiderea este monotonă, adică, dacă X este conținut în Y, atunci și C(X) este conținut în C(Y).

Un obiect care este propria sa închidere se numește închis. Conform idempotenței, un obiect este închis dacă și numai dacă este închiderea unui obiect. 
Aceste trei proprietăți definesc un operator de închidere abstractă. De obicei, o închidere abstractă acționează asupra clasei tuturor submulțimilor unei mulțimi. 
Dacă X este conținută într-o mulțime închisă în raport cu operația, orice submulțime a lui X are o închidere. 

## Închideri de relații binare
Considerăm întâi relațiile omogene R ⊆ A × A. Dacă o relație S satisface aSb ⇒ bSa, atunci ea este o relație simetrică⁠(d). O relație omogenă arbitrară R poate să nu fie simetrică, dar este întotdeauna cuprinsă într-o relație simetrică: R ⊆ S. Operația de găsire a celui mai mic astfel de S corespunde unui operator de închidere numit închidere simetrică⁠(d). 
O relație tranzitivă⁠(d) T satisface aTb ∧ bTc ⇒ aTc. O relație omogenă arbitrară R nu poate fi tranzitivă, dar este întotdeauna cuprinsă într-o relație tranzitivă: R ⊆ T. Operația găsirii celui mai mic astfel de T corespunde unui operator de închidere numit închidere tranzitivă⁠(d). 
Printre relațiile eterogene⁠(d) există proprietăți de difuncționalitate și contact care conduc la închideri difuncționale și închideri de contact. Prezența acestor operatori de închidere în relațiile binare conduce la topologii, deoarece axiomele mulțimilor deschise pot fi înlocuite de axiomele de închidere Kuratowski. Astfel, orice proprietate P, simetrie, tranzitivitate, difuncționalitate sau contact, corespunde unei topologii relaționale.
În teoria sistemelor de rescriere⁠(d) se utilizează deseori noțiuni cu denumiri mai lungi, cum ar fi închiderea reflexivă tranzitivă R* — cea mai mică preordine⁠(d) care îl conține pe R sau închiderea simetrică reflexivă tranzitivă R≡ — cea mai mică relație de echivalență care conține pe R și, prin urmare, cunoscută și ca închidere de echivalență. Atunci când se analizează o anumită algebră de termeni⁠(d), o relație de echivalență compatibilă cu toate operațiile algebrei se numește relație de congruență⁠(d). Închiderea de congruență a lui R este definită ca cea mai mică relație de congruență care conține R.
Pentru P și R arbitrare, nu există întotdeauna închiderea P a lui R. În exemplele de mai sus, acestea există pentru că reflexivitatea, tranzitivitatea și simetria sunt închise în raport cu intersecții arbitrare. În astfel de cazuri, închiderea P poate fi definită direct drept intersecția tuturor mulțimilor cu proprietatea P care conțin R.
Unele închideri speciale importante pot fi obținute în mod constructiv după cum urmează: 
- clref(R) = R ∪ {⟨x, x⟩: x ∈ S } este închiderea reflexivă⁠(d) a lui R ,
- clsym(R) = R ∪ {⟨y, x⟩: ⟨x, y⟩ ∈ R} este închiderea simetrică,
- cltrn(R) = R ∪ {⟨x1, xn⟩: n> 1 ∧ ⟨x1, x2⟩, ..., ⟨xn -1, xn⟩ ∈ R} este închiderea tranzitivă⁠(d),
- clemb, Σ(R) = R ∪ {⟨f(x1, ..., xi- 1, xi, xi+1, ..., xn), f(x1, ..., xi-1, y, xi+1, ..., xn)⟩: ⟨xi, y⟩ ∈ R ∧ f ∈ Σ n-ar ∧ 1 ≤ i ≤ n ∧ x1, ..., xn ∈ S } este închiderea imersantă în raport cu o mulțime dată Σ de operații pe S, fiecare cu o aritate fixă.

Relația R se spune că are închidere în raport cu un clxxx oarecare, dacă R = clxxx (R); de exemplu R este simetrică dacă R = clsym(R). 
Oricare dintre aceste patru închideri păstrează simetria, adică dacă R este simetrică, la fel și orice clxxx(R). În mod similar, toate cele patru păstrează reflexivitatea. Mai mult decât atât, cltrn păstrează închiderea sub clemb, Σ pentru Σ arbitrar. În consecință, închiderea de echivalență a unei relații binare arbitrare R poate fi obținută ca cltrn(clsym (clref(R))), iar închiderea de congruență în ceea ce privește unele Σ poate fi obținută ca cltrn(clemb, Σ(clsym(clref(R)))). În ultimul caz, ordinea de imbricare contează; de exemplu, dacă S este mulțimea termenilor peste Σ = {a, b, c, f} și R = {⟨a, b⟩, ⟨f(b), c⟩}, atunci perechea ⟨f(a), c⟩ este conținută în închiderea de congruență cltrn(clemb, Σ(clsym(clref(R)))) a lui R, dar nu și în relația clemb,Σ(cltrn(clsym(clref(R)))).